# Krešo Ljubičić
Krešo Ljubičić (sinh ngày 26 tháng 9 năm 1988) là một cầu thủ bóng đá người Croatia gốc Đức thi đấu cho FC Winterthur.
Năm 2007–08, anh gia nhập Eintracht Frankfurt từ học viện trẻ nơi anh tích lũy kinh nghiệm ở U-23 Eintracht Frankfurt. Vào tháng 6 năm 2009, anh chuyển đến Hajduk Split sau khi hợp đồng ở Frankfurt hết hạn.

## Thống kê sự nghiệp
| Câu lạc bộ                       | Mùa giải            | Giải vô địch | Giải vô địch | Cúp     | Cúp       | Châu Âu | Châu Âu   | Tổng cộng | Tổng cộng |
| Câu lạc bộ                       | Mùa giải            | Số trận      | Bàn thắng    | Số trận | Bàn thắng | Số trận | Bàn thắng | Số trận   | Bàn thắng |
| -------------------------------- | ------------------- | ------------ | ------------ | ------- | --------- | ------- | --------- | --------- | --------- |
| Eintracht Frankfurt              | 2007–08             | 1            | 0            | –       | –         | –       | –         | 1         | 0         |
| Eintracht Frankfurt              | 2008–09             | 5            | 0            | –       | –         | –       | –         | 5         | 0         |
| Eintracht Frankfurt              | Tổng cộng           | 6            | 0            | 0       | 0         | 0       | 0         | 6         | 0         |
| Hajduk Split                     |                     |              |              |         |           |         |           |           |           |
| 2009–10                          | 6                   | 0            | 1            | 0       | –         | –       | 7         | 0         |           |
| 2010–11                          | 9                   | 0            | 2            | 0       | –         | –       | 11        | 0         |           |
| 2011–12                          | 5                   | 0            | 0            | 0       | 1         | 0       | 6         | 0         |           |
| Tổng cộng                        | 20                  | 0            | 3            | 0       | 1         | 0       | 24        | 0         |           |
| Tổng cộng sự nghiệp              | Tổng cộng sự nghiệp | 26           | 0            | 3       | 0         | 1       | 0         | 30        | 0         |
| Last Update: 13 tháng 5 năm 2012 |                     |              |              |         |           |         |           |           |           |